# 内德拉
50°21′46″N 31°29′57″E / 50.36278°N 31.49917°E
內德拉（烏克蘭語：Недра）是位於烏克蘭北部的村莊，由基辅州布羅瓦雷區的別列贊市鎮負責管轄。該村處於内德拉河畔，始建於1600年，面積3.75平方公里，海拔高度108米，2001年人口1,317。人口1,050。